# Medizinalrat (Deutschland)
Medizinalrat, Medizinaloberrat, Medizinaldirektor und Leitender Medizinaldirektor sind in Deutschland Amtsbezeichnungen für Ärzte, die Beamte im ärztlichen und gesundheitswissenschaftlichen Dienst sind. Das Amt des Medizinalrates ist in der Regel in die Besoldungsgruppe A 13 eingruppiert, das des Medizinaloberrates in A 14, das des Medizinaldirektors in A 15 und das des Leitenden Medizinaldirektors in A 16. Beim Dienstherr Bund ist die Amtsbezeichnung der Medizinalräte im ärztlichen Dienst der Bundesagentur für Arbeit und bei der Bundespolizei Medizinalrat in der Bundesagentur für Arbeit bzw. Medizinalrat in der Bundespolizei. Dies gilt für Medizinaloberräte, Medizinaldirektoren und Leitende Medizinaldirektoren entsprechend, wobei es in der Bundesagentur für Arbeit keine Medizinaldirektoren und Leitende Medizinaldirektoren gibt.
Geheimer Medizinalrat, Geheimer Obermedizinalrat und Wirklicher Geheimer Obermedizinalrat waren nichtakademische Titel, die in den deutschen Monarchien an Mediziner verliehen wurden. Medizinalrat war die Amtsbezeichnung für die entsprechenden technischen Räte der Bezirksregierungen. Die Medizinalbeamten in Ministerien wurden als Geheimer Medizinalrat oder Geheimer Obermedizinalrat charakterisiert. Der Titel Wirklicher Geheimer Obermedizinalrat war den medizinischen Spitzenbeamten im Preußischen Ministerium der geistlichen, Unterrichts- und Medizinalangelegenheiten vorbehalten. Als Ministerialdirektoren stand ihnen die Anrede Exzellenz zu. Die medizinischen Lehrstuhlinhaber an den preußischen Universitäten erhielten in aller Regel ebenfalls den Titel Geheimer Medizinalrat.
Diese Medizinalräte sind nicht zu verwechseln mit Sanitätsräten oder Geheimen Sanitätsräten. Als solche wurden Ärzte geehrt, die sich über viele Jahre in freier Praxis verdient gemacht hatten.